# Licenciado Adolfo López Mateos (Aguascalientes)
Licenciado Adolfo López Mateos es una localidad del estado mexicano de Aguascalientes. Es parte del municipio de Asientos.

## Toponimia
El nombre de la localidad hace referencia a Adolfo López Mateos, presidente de México de 1958 a 1964.

## Demografía
| Gráfica de evolución demográfica |
|                                  |

| Censo | Población |
| ----- | --------- |
| 1900  | 271       |
| 1910  | 215       |
| 1921  | 266       |
| 1930  | 313       |
| 1940  | 387       |
| 1950  | 365       |
| 1960  | 486       |
| 1970  | 601       |
| 1980  | 651       |
| 1990  | 840       |
| 2000  | 874       |
| 2010  | 1 074     |
| 2020  | 1 112     |